# Josiane Barbier
Pour les articles homonymes, voir Barbier.
Josiane Barbier, née le 11 octobre 1956 à Marseille, est une historienne et médiéviste française.

## Biographie
Archiviste paléographe (promotion 1982), Josiane Barbier est l'autrice d'une thèse d'École des Chartes intitulée Les biens fiscaux et les palais, des Mérovingiens aux Premiers Capétiens, dans les vallées de l’Oise et de l’Aisne. 
À sa sortie de l'École des Chartes, elle exerce les fonctions de conservateur en archives, d'abord au sein du ministère de la Défense, puis du ministère de la Culture. Elle exerce en parallèle à compter de 1989 des fonctions de chargée de cours en histoire médiévale au sein des universités de Rouen, Paris VII, puis Paris IV.
Elle soutient en 1994 à l'Université Paris-IV une thèse de doctorat en histoire médiévale sous la direction d'Olivier Guillot, intitulée Palatium-fiscus-saltus. Recherches sur le fisc entre Loire et Meuse du VIe au Xe siècle.
À compter de cette date, elle est nommée maître de conférences à l'université du Maine (1995-1998), puis à l'université Paris X - Nanterre (1998-2004 puis 2006-courant).
Elle obtient en 2009 son habilitation à diriger des recherches à l'université Paris I Panthéon-Sorbonne, présentant un dossier intitulé « Pouvoirs et élites dans le monde franc (VIe – XIe siècle) » et un mémoire inédit sous le titre Matériaux pour servir à l’histoire des élites des cités (VIe – IXe siècle) : le dossier des gesta municipalia. 

## Axes de recherche
Ayant publié dans de nombreux ouvrages collectifs, dans la Revue du Nord, dans la Bibliothèque de l'École des Chartes, dans les Mélanges de l'École Française de Rome, et dans le Bulletin de la Société des Antiquaires de France, Josiane Barbier est notamment spécialiste du haut Moyen Âge en Gaule, de l'histoire des villes et de leurs élites, de l'histoire du pouvoir royal et de ses modes de représentation, et de diplomatique du haut Moyen Âge. 

## Publications
- Avec Sylvain Destephen et François Chausson (dir.), Le gouvernement en déplacement. Pouvoir et mobilité de l'Antiquité à nos jours, Rennes, PUR, 2019 (Histoire), 756 p.  (ISBN 978-2-7535-7680-3).
- Archives oubliées du haut Moyen âge : les gesta municipalia en Gaule franque, VIe – IXe siècle, Paris, Honoré Champion, 2014 (Histoire et Archives), 542 p.  (ISBN 978-2-7453-2674-4).
- Avec Monique Cottret et Lydwine Scordia (éd.), Amour et désamour du prince du haut Moyen Âge à la Révolution française, Paris, éditions Kimé, 2011 (Le sens de l'histoire), 164 p.  (ISBN 978-2-84174-548-7).